# Kinne-Kleva landskommun
Kinne-Kleva landskommun var en tidigare kommun i dåvarande Skaraborgs län.

## Administrativ historik
Kommunen inrättades i Kinne-Kleva socken i Kinne härad i Västergötland när 1862 års kommunalförordningar trädde i kraft. Namnet var före 12 april 1889 Kleva landskommun.
Vid Kommunreformen 1952 uppgick kommunen i Husaby landskommun som 1967 uppgick i Götene köping som 1971 ombildades till Götene kommun.